# ネイティブ・サン 〜アメリカの息子〜
『ネイティブ・サン 〜アメリカの息子〜』（原題:Native Son）は2019年に公開されたアメリカ合衆国のドラマ映画である。監督はラシド・ジョンソン、主演はアシュトン・サンダースが務めた。本作はリチャード・ライトが1940年に発表した小説『アメリカの息子』を原作としている。なお、ジョンソンにとって、本作が長編映画監督デビュー作となった。マット・ディロンやエリザベス・マクガバンが出演した先行作品『ネイティブ・サン』もある(1986年)。
本作は日本国内で劇場公開されなかったが、スター・チャンネルによって放送されたことがある。

## 概略
アフリカ系アメリカ人の青年、ビッガー・トーマスは親族と一緒にシカゴで暮らしていた。ビッガーは麻薬にこそ手を出していたが、知人たちのように強盗や恐喝のような犯罪に手を染めるようなことはなかった。そんなある日、ビッガーは裕福なビジネスマンの運転手として雇われ、彼らが住む豪邸に引っ越すことになった。その家の娘（メアリー）は急進的なリベラル思想に共鳴しており、ビッガーを仲間たちのもとへ連れて行くなどした。
帰宅後、ビッガーは酔っ払ったメアリーを彼女の部屋まで運ぶことになった。ビッガーが部屋から出ようとした矢先、ミセス・ダルトンが部屋の中に入ってきた。「主人の娘といちゃついていた」などと誤解されるのを防ぐため、ビッガーはメアリーの顔に枕を押しつけ、声を発せられないようにした。ところが、それが原因でメアリーは窒息死してしまった。これをきっかけに、ビッガーの人生は暗転していった。
なお、原作小説は1930年代のシカゴを舞台としているが、本作は現代のシカゴを舞台にしている。そのため、原作小説の重要な要素がいくつか変更・削除されており、結末も違ったものになっている。

## キャスト
- アシュトン・サンダース - ビッガー・トーマス
- マーガレット・クアリー - メアリー・ダルトン
- ニック・ロビンソン - ジャン・エローン
- キキ・レイン - ベッシー
- ビル・キャンプ - ヘンリー・ダルトン
- サナ・レイサン - トゥルーディ・トーマス
- スティーヴン・ヘンダーソン - ミスター・グリーン
- ラマー・ジョンソン - ガス
- ジェロッド・ヘインズ - ジャック・ハーディング
- バルバラ・スコヴァ - ペギー
- エリザベス・マーヴェル - ミセス・ダルトン
- デヴィッド・アラン・グリア - マーティ

## 製作
2017年2月21日、ラシド・ジョンソンが本作のメガホンを取ることになったと報じられた。2018年3月15日、アシュトン・サンダース、ニック・ロビンソン、キキ・レイン、マーガレット・クアリー、ビル・キャンプがキャスト入りした。4月10日、サナ・レイサンの出演が決まったとの報道があった。17日、ラマー・ジョンソンとジェロッド・ヘインズが本作に出演することになったと報じられた。
本作の主要撮影は2018年4月9日にオハイオ州クリーブランドで始まり、同年5月7日に終了した。
2019年4月5日、ミラン・レコーズが本作のサウンドトラックを発売した。

## 公開・マーケティング
2019年1月14日、本作はサンダンス映画祭でプレミア上映された。同日、HBOフィルムズが本作の全米配給権を獲得したとの報道があった。2月22日、本作のティーザー・トレイラーが公開された。3月7日、本作のオフィシャル・トレイラーが公開された。

## 評価
本作は批評家から好意的に評価されている。映画批評集積サイトのRotten Tomatoesには47件のレビューがあり、批評家支持率は62%、平均点は10点満点で6.18点となっている。サイト側による批評家の見解の要約は「『ネイティブ・サン 〜アメリカの息子〜』は社会問題を鋭く洞察した原作と格闘したが、全てが上手く行ったわけではない。しかし、主演のアシュトン・サンダースによる渾身の演技のお陰で、全体としては観客の心を動かすレベルに到達している。」となっている。また、Metacriticには12件のレビューがあり、加重平均値は63/100となっている。